# San Mateo Ixtatán
San Mateo Ixtatán är en kommunhuvudort i Guatemala.   Den ligger i departementet Departamento de Huehuetenango, i den västra delen av landet, 170 km nordväst om huvudstaden Guatemala City. San Mateo Ixtatán ligger 2 599 meter över havet och antalet invånare är 13 213.
Terrängen runt San Mateo Ixtatán är kuperad åt nordväst, men åt sydost är den bergig. Runt San Mateo Ixtatán är det ganska tätbefolkat, med 230 invånare per kvadratkilometer. Närmaste större samhälle är Barillas, 17,6 km öster om San Mateo Ixtatán. I omgivningarna runt San Mateo Ixtatán växer i huvudsak städsegrön lövskog.